# アキラ級
アキラ級（アキラきゅう、Akira class）は、アメリカのSFドラマ・映画『スタートレック』シリーズに登場する、惑星連邦宇宙艦隊保有の架空の宇宙艦の艦級名の一つである。
2373年のボーグの第二次侵攻（セクター001の戦い）、2373年から2375年のドミニオン戦争などに参戦する。

## 概要
初登場は劇場版第8作『スタートレック:ファーストコンタクト』で、冒頭のボーグキューブとの艦隊戦にてその姿を見ることができる。この時セイバー級とスチームランナー級という新型艦が登場すが、これらのうちアキラ級のみ、以後の『スタートレック:ディープスペースナイン』、『スタートレック:ヴォイジャー』のエピソードにおいて重要な戦闘任務でよく目にするようになる。
劇中の特徴としては15か所の光子魚雷発射管（水平360度全方向をほぼカバー出来るような配置になっている）と移乗攻撃に使用する2か所のシャトルベイがあげられ、宇宙艦隊の中でひと際戦闘に特化した宇宙艦と言える。そのためレギュラー登場がないにもかかわらず、ゲームにおける登場は非常に多い。
『スタートレック:ピカード』シーズン3には、後継となるアリータ級（Alita class）が登場する。

## デザイン
デザインを手がけたのはILMのアレックス・イェーガー。名称は大友克洋のアニメ映画『AKIRA』に由来。
やや楕円形の円盤部にワープナセルが直結した、ミランダ級やネビュラ級系統のデザインであるが、円盤部からワープナセルパイロンに至る構造が独特で、双胴船のようになっている。第2船体は円盤部下部とほぼ同化しており、艦首側にはエンタープライズEと同型のディフレクター盤が設置されている。ワープナセルは船体に対してかなり大きく、下向きについている。アキラ級の円盤部やワープナセルはアキラ級のみにみられるものであり、それ以前のスタートレックのモブ宇宙艦によく見られる他艦級の円盤部やワープナセルを流用した艦とは一線を画すデザインがなされている。後に制作される『スタートレック:エンタープライズ』に登場するエンタープライズ NX-01は、アキラ級に似た船体構造となっている。

## アキラ級宇宙艦一覧
U.S.S.アキラ（U.S.S.Akira、NX-62497→NCC-62497）
アキラ級の1番艦。
U.S.S.サンダーチャイルド（U.S.S.Thunderchild、NCC-63549）
艦名はH・G・ウェルズの小説『宇宙戦争』に登場する、架空のイギリスの軍艦H.M.S.サンダーチャイルドに由来。宇宙暦50893.5（2373年）のボーグ侵攻の際、戦闘に参加（『スタートレック ファーストコンタクト』）。『スタートレック：ピカード』シーズン2第1話にも登場。
U.S.S.スペクター（U.S.S.Spector NCC-65549）
ロミュランに奪われたU.S.S.プロメテウスの奪還に参加（『スタートレック:ヴォイジャー』第82話「プロメテウスの灯を求めて」("Message in a Bottle")）。ただし艦名・登録番号は『スタートレック ファクトファイル』による。
U.S.S.ラビン（U.S.S.Rabin NCC-63574→NCC-63293）
艦名はイスラエルの政治家イツハク・ラビンに由来。宇宙暦50893.5（2373年）のボーグ侵攻の際、戦闘に参加（『スタートレック ファーストコンタクト』）。『スタートレック：ピカード』シーズン2第1話にも登場（この際の登録番号はNCC-63293）。
U.S.S.アバロン（U.S.S.Avalon NCC-63887）
『スタートレック：ピカード』シーズン2第1話に登場。ボーグが発生させた空間異常に、ラ・シレーナと共に最初に遭遇した艦。
船名不明（NCC-63646）
『スタートレック ファクトファイル』によると、この登録番号の艦が存在している。ただし艦名は不明。